# Vingólf
Vingolf ou Vingólf en vieux norrois est un bâtiment situé à Ásgard.

## Paradis, sanctuaire des déesses ou résidence des Einherjar?
Vingólf n'est mentionné que dans l'Edda de Snorri Sturluson, qui a possiblement inventé le terme. Sa fonction est incertaine. 
Vingólf est d'abord présenté comme synonyme de Gimlé, où vivront les hommes après leur mort, aux côtés d'Alföd (Odin) (Gylfaginning, 3).
Il est ensuite décrit comme un très beau sanctuaire appartenant aux déesses (Gylfaginning, 14).
Vingólf est enfin, comme la Walhalla, une résidence des Einherjar (Gylfaginning, 20).

## «Salle des amis» ou «salle du vin»?
Dans la mesure où l'orthographe du nom n'est pas établie de façon certaine, deux significations sont possibles pour Vingólf : « salle des amis » (de vinr, « ami ») ou, si le i est long (Víngólf), « salle du vin » (de vín, « vin »). Vingólf pourrait alors être synonyme de Walhalla.